# Symmoriidae
Famille
Les Symmoriidae sont une famille fossile de poissons cartilagineux de l'ordre des Symmoriida. La famille est connue en Amérique du Nord et en Russie où elle a prospéré au cours du Dévonien terminal (Famennien), du Carbonifère et du Permien inférieur, il y a environ entre −376 et −285 Ma (millions d'années).

## Description
Les Symmoriidae, et la famille voisine des Stethacanthidae, sont caractérisées par la présence d'appendices cartilagineux pointus, enracinés à la base des nageoires pectorales, dont le rôle n'est pas clairement établi (élément de reconnaissance, rôle sensoriel dans la recherche des proies…). C'est le cas pour les genres Symmorium et Cobelodus.

## Liste des genres
La répartition de plusieurs genres décrits de Symmoriida entre la famille des Symmoriidae et celle des Stethacanthidae est discutée.
Deux genres font consensus : 
- † Cobelodus Ivanov, 2005 [3]
- † Symmorium Cope, 1893

- Le genre † Denaea, autrefois rattaché à la famille des Symmoriidae, est intégré depuis 2010 par M. Ginter et al. à celle des Falcatidae[4].